# Tadahiko Ueda
Tadahiko Ueda (jap. 上田 忠彦, Ueda Tadahiko; * 3. August 1947 in der Präfektur Kyōto; † 15. April 2015) war ein japanischer Fußballspieler.

## Nationalmannschaft
1970 debütierte Ueda für die japanische Fußballnationalmannschaft. Ueda bestritt 13 Länderspiele und erzielte dabei sieben Tore.

## Persönliche Auszeichnungen
- Japan Soccer League Best Eleven: 1970